# Evangelho do Monstro do Espaguete Voador
O Evangelho do Monstro do Espaguete Voador (no inglês, "The Gospel of the Flying Spaghetti Monster") é um livro escrito por Bobby Henderson que contém os principais ensinamentos do Pastafarianismo. Foi lançado em 2006 pela Villard Books.
O Pastafarianismo foi fundado por Bobby Henderson em 2005 para protestar contra a decisão do sistema educacional do estado americano de Kansas de requerer o ensino do criacionismo como alternativa ao evolucionismo biológico. Em uma carta aberta enviada ao conselho de educação, Henderson diz acreditar em um Criador sobrenatural chamado Monstro do Espaguete Voador (Flying Spaghetti Monster), formado por espaguete e almôndegas, e pede que Pastafarianismo seja ensinado em aulas de ciências.
O Evangelho contém crenças mais elaboradas do que aquelas contidas na carta escrita por Henderson. Ele inclui o mito da criação, um conjunto de Condimentos (Mandamentos) e um guia para evangelização. Além disso, ele discute história e estilo de vida a partir da perspectiva Pastafariana. Sátiras são utilizadas para mostrar as falhas no criacionismo, que demonstram a existência do Monstro do Espaguete Voador. Em seu site, Henderson afirma que mais de 100.000 cópias do livro foram vendidas.

## Resumo
O Evangelho apresenta os princípios do Pastafarianismo - muitas vezes sátiras do criacionismo - elaborando as crenças estabelecidas na carta aberta. Ele inclui o mito da criação, um guia de "propaganda" para evangelizar, algumas "provas" pseudocientíficas e vários trocadilhos sobre massas. Além de alguns desenhos simples e fotografias manipuladas, Henderson emprega ironia para apresentar falhas na teoria evolutiva e discute a história e o estilo de vida do ponto de vista de um Pastafariano. Além disso, Henderson discute a crença Pastafariana de que o declínio no número de piratas, que são reverenciados pelos Pastafarianos, contribuiu diretamente para o aumento na temperatura global. Ele fornece mais "evidências" desta relação baseado no fato de que muitas pessoas se vestem como piratas para o Halloween e os meses que se seguem a 31 de outubro são geralmente mais frios do que os que o precedem.
O livro incita os leitores a tentar o Pastafarianismo por 30 dias, dizendo: "Se você não gostar de nós, sua antiga religião provavelmente irá aceitá-lo de volta."

## Mito da Criação
O Evangelho começa com a criação do universo por um invisível e indetectável Monstro do Espaguete Voador. No primeiro dia, o Monstro do Espaguete Voador separou a água dos céus; no segundo, como Ele não podia caminhar por cima d'água por muito tempo e se cansara de voar, criou a terra - complementada por um vulcão de cerveja. Satisfeito, o Monstro do Espaguete Voador se permitiu beber a cerveja do vulcão e acordou com ressaca. Após a noite de bebedeira, o Monstro do Espaguete Voador criou mares e a terra (pela segunda vez, acidentalmente, porque esqueceu que Ele já a criara na véspera) juntamente com o céu e um anão, que Ele chamou de homem. O homem e uma mulher igualmente baixa viveram felizes no Jardim de Oliveiras do Paraíso por algum tempo até que o Monstro do Espaguete Voador causou uma inundação global em um acidente de cozinha.
Esta criação, que ocorreu há apenas 5.000 anos atrás, seria considerada ridícula por muitos cientistas. Todas as provas que a contradizem foram postas pelo Monstro do Espaguete Voador para testar a fé dos Pastafarianos.
Henderson usa este método heterodoxo, imitando os proponentes do design inteligente, que de seu ponto de vista, "definem a sua conclusão, para então, reunir provas para apoiá-la".

## O Capitão Mosey e os 8 Condimentos
Segundo Henderson, Mosey, o capitão pirata, estava em cima do Monte Salsa (parodiando Moisés) ao receber 10 tábuas de pedras como conselho do Monstro do Espaguete Voador. Estas foram chamadas "Eu realmente preferiria que você não" (I'd really rather you didn't, no original em Inglês) pelo Monstro do Espaguete Voador, Mandamentos por Mosey e Condimentos por sua tripulação pirata que nunca havia escutado a palavra Mandamento.
Embora existissem originalmente 10 pedras, 2 caíram do Monte Salsa. Este evento explica em parte os frágeis padrões morais dos Pastafarianos. Os "Eu realmente preferiria que você não" abordam uma ampla gama de comportamento, desde a conduta sexual até a nutrição.